# Takanobu Okabe
Takanobu Okabe (Shimokawa, 26 ottobre 1970) è un ex saltatore con gli sci giapponese, vincitore di varie medaglie olimpiche e iridate.

## Biografia
In Coppa del Mondo esordì il 16 dicembre 1989 a Sapporo (41°), ottenne il primo podio l'11 marzo 1993 a Lillehammer (2°) e la prima vittoria il 27 marzo successivo a Planica.
In carriera prese parte a tre edizioni dei Giochi olimpici invernali, Lillehammer 1994 (9° nel trampolino normale, 4° nel trampolino lungo, 2° nella gara a squadre), Nagano 1998 (6° nel trampolino lungo, 1° nella gara a squadre) e Torino 2006 (23° nel trampolino normale, 8° nel trampolino lungo, 6° nella gara a squadre), a sette dei Campionati mondiali, vincendo cinque medaglie, e a due dei Mondiali di volo (11° a Planica 1994 il miglior risultato).

## Palmarès

### Olimpiadi
- 2 medaglie:
  - 1 oro (gara a squadre a Nagano 1998)
  - 1 argento (gara a squadre a Lillehammer 1994)

### Mondiali
- 5 medaglie:
  - 1 oro (trampolino normale a Thunder Bay 1995)
  - 1 argento (gara a squadre a Trondheim 1997)
  - 3 bronzi (gara a squadre a Thunder Bay 1995; gara a squadre a Sapporo 2007; gara a squadre a Liberec 2009)

### Coppa del Mondo
- Miglior piazzamento in classifica generale: 4º nel 1997
- 29 podi (22 individuali, 7 a squadre):
  - 7 vittorie (5 individuali, 2 a squadre)
  - 11 secondi posti (9 individuali, 2 a squadre)
  - 11 terzi posti (8 individuali, 3 a squadre)

#### Coppa del Mondo - vittorie
| Data            | Località  | Nazione   | Trampolino                                                                     |
| --------------- | --------- | --------- | ------------------------------------------------------------------------------ |
| 27 marzo 1993   | Planica   | Slovenia  | Bloudkova velikanka K120 (con Masahiko Harada, Naoki Yasuzaki e Noriaki Kasai) |
| 2 marzo 1996    | Lahti     | Finlandia | Salpausselkä K114 (con Jin'ya Nishikata, Masahiko Harada e Hiroya Saitō)       |
| 7 dicembre 1996 | Kuusamo   | Finlandia | Rukatunturi K120                                                               |
| 8 febbraio 1997 | Tauplitz  | Austria   | Kulm K180                                                                      |
| 22 marzo 1997   | Planica   | Slovenia  | Letalnica K185                                                                 |
| 1º marzo 1998   | Vikersund | Norvegia  | Vikersundbakken K175                                                           |
| 10 marzo 2009   | Kuopio    | Finlandia | Puijo HS127                                                                    |

#### Torneo dei quattro trampolini
- 2 podi di tappa[2]:
  - 2 terzi posti

#### Nordic Tournament
- 1 podio di tappa[2]:
  - 1 vittoria

#### Summer Grand Prix
- Vincitore della classifica generale nel 1994